# Regne d'Islàndia
El Regne d'Islàndia va ser un país sobirà i independent sota una monarquia constitucional i hereditària establerta per l'Acta d'Unió amb Dinamarca signada l'1 de desembre de 1918. Va durar fins al 17 de juny de 1944 quan un referèndum nacional va establir la República d'Islàndia.
Sota una unió personal, a causa de l'Acta d'Unió, el monarca era simultàniament monarca de Dinamarca i d'Islàndia. El Parlament islandès va demanar que Dinamarca representés Islàndia internacionalment, i els assumptes del dia a dia es van delegar a un plenipotenciari danès per als afers islandesos amb seu a Reykjavík. Després de la invasió alemanya de Dinamarca el 1940, es va nomenar un regent.

## Història

### Orígens del domini danès
Per la Unió de Kalmar, Islàndia havia estat sota el control de la Corona de Dinamarca des de 1380, encara que formalment havia estat una possessió noruega fins al 1814, quan Noruega va ser cedida a Suècia (excepte Islàndia i les Illes Fèroe, que van romandre amb Dinamarca). L'any 1874, mil anys després del primer assentament reconegut, Dinamarca va concedir a Islàndia l'autogovern. La constitució, escrita el mateix any, va ser revisada l'any 1903 i el 1904 el govern islandès va ser dotat de més competències.

### Establiment del regne
L'1 de desembre de 1918, l'Acta d'unió, un acord amb Dinamarca, reconeixia Islàndia com un estat plenament sobirà, un país independent en unió personal amb Dinamarca a través d'un monarca comú. El Regne d'Islàndia va establir bandera i escut propis, però va rellegar les tasques d'afers exteriors i defensa a Dinamarca. Islàndia va obrir la seva primera ambaixada el 1920. La llei seria revisada l'any 1940 i podria ser revocada tres anys més tard si no s'arribava a un acord per continuar-la.

### Segona Guerra Mundial, ocupació britànica i fundació de la república
Durant el primer any de la Segona Guerra Mundial, Islàndia va aplicar estrictament una posició de neutralitat i va prendre mesures tant contra les forces britàniques com les alemanyes. La invasió alemanya de Dinamarca el 9 d'abril de 1940 i la posterior ocupació van tallar les comunicacions entre els dos països. El 10 d'abril, l'Althing (el parlament islandès) va aprovar dues resolucions que concedirien al president el poder de cap d'estat i que farien efectiva la represa del control en matèria de política exterior i vigilància costanera. El 10 de maig de 1940, el Regne Unit va iniciar l'operació Fork, una invasió de l'illa. El govern d'Islàndia va emetre una protesta contra el que va anomenar una "violació flagrant" de la neutralitat islandesa. El dia de la invasió, el primer ministre Hermann Jónasson va llegir un anunci de ràdio que ordenava als islandesos que no oposessin resistència a la invasió i que tractessin els soldats britànics com a convidats. El 15 de maig de 1941, l'Althing va adoptar una llei que creava el càrrec de regent, ocupat per Sveinn Björnsson, que tenia la finalitat de representar la monarquia.
El Regne Unit va arribar a tenir fins a 25.000 soldats estacionats a l'illa. El juliol de 1941, l'Althing va signar l'acord de defensa nord-americà-islandès, i la defensa d'Islàndia va passar a ser responsabilitat dels Estats Units.
Després d'un referèndum constitucional el maig de 1944, Islàndia va proclamar la república el 17 de juny. El rei Cristià X de Dinamarca va enviar un missatge de felicitació al poble islandès.

## Banderes

Bandera d'Islàndia (1915–1944)
Penó d'estat (1915–1944)
Estendard reial (1921–1944)
Estendard del regent (1941–1944)